# Sveti German
Sveti German (tal. San Germano; 3. stoljeće - Pula, oko 290.), pulski mučenik i svetac.

## Životopis
Za vrijeme rimskog progona kršćana German iz Pule usprotivio se progonu nastojeći zaštiti kršćane. Osuđen je stoga 290. godine na smrt, te je mučen u pulskom Amfiteatru, a pogubljen je na trećoj milji puta koji je vodio od Pule do Nezakcija. U Statutu grada Pule iz 14. stoljeća određeno je da se njegov spomendan slavi 30. svibnja.
Svetom Germanu posvećene su crkve na Velom Brijunu i u Režancima.